# Baksjön (Fredrika socken, Lappland, 712262-161848)
Baksjön är en sjö i Åsele kommun i Lappland och ingår i Lögdeälvens huvudavrinningsområde. Sjön har en area på 0,358 kvadratkilometer och ligger 296,5 meter över havet. Baksjön ligger i Lögdeälven Natura 2000-område. Sjön avvattnas av vattendraget Kroknorsbäcken.

## Delavrinningsområde
Baksjön ingår i det delavrinningsområde (712379-161685) som SMHI kallar för Utloppet av Baksjön. Medelhöjden är 328 meter över havet och ytan är 9,44 kvadratkilometer. Räknas de 3 avrinningsområdena uppströms in blir den ackumulerade arean 20,9 kvadratkilometer. Kroknorsbäcken som avvattnar avrinningsområdet har biflödesordning 2, vilket innebär att vattnet flödar genom totalt 2 vattendrag innan det når havet efter 124 kilometer. Avrinningsområdet består mestadels av skog (85 procent). Avrinningsområdet har 0,47 kvadratkilometer vattenytor vilket ger det en sjöprocent på 4,9 procent.